# Pierre d'Alcántara
Pour les articles homonymes, voir Saint Pierre.
Pierre d'Alcantara (Alcántara, 1499 - Arenas de San Pedro, 18 octobre 1562) est un réformateur des Frères mineurs déchaussés qui a aussi participé à celle des Carmélites. À l'origine de la spiritualité dite déchaussée, il est reconnu saint par l'Église catholique. Sa mémoire liturgique est célébrée le 18 octobre.

## Biographie

### Les années de formation

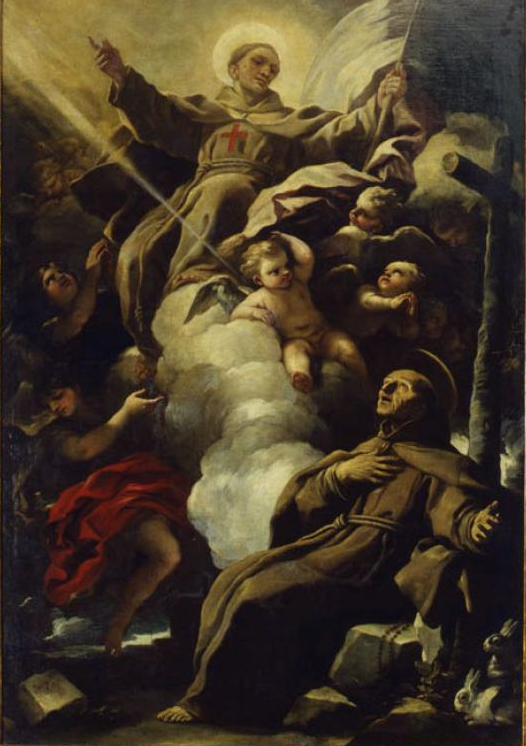
Apparition de saint Jean de Capistran (de l'Observance italienne) à saint Pierre d'Alcántara (par Luca Giordano).

Juan de Sanabria est né à Alcantara en 1499. Son père, Pedro Alonso Garavito, juriste de formation est régidor de la ville. À la mort de celui-ci en 1507, sa mère, Maria Vilela de Sanabria, qui provient d'une famille aisée, se remarie. Quant à Juan, après avoir étudié la grammaire dans sa cité natale, il se rend à Salamanque pour y compléter sa formation à l'université. Entre 1511 et 1515, il se consacre successivement aux arts libéraux, à la philosophie et au droit canon. En 1515, il est admis chez les franciscains de la custodie du Santo Evangelico, fondée en 1502 par Juan de Guadalupe, laquelle dépend des Conventuels de la province de Santiago. Pour commencer, Juan accomplit son noviciat, sous la direction de Francisco de Fregnal, à Caceres, au couvent San Francisco de los Majaretes, dont son oncle, Miguel Roco, est le gardien (càd supérieur). À sa profession religieuse, il reçoit le nom de Pierre, auquel on ajoute, selon la coutume franciscaine, le lieu d'origine. Il poursuit alors sa formation ecclésiastique à Majaretes, puis à Belvis de Monroy. En 1522, il est ordonné sous-diacre, en 1523 diacre, et prêtre en 1524,,.

### Le contexte franciscain
À la fin du Moyen Âge, l'ordre franciscain est traversé par un désir de réforme, qui provoque en son sein une division entre les conventuels, attachés aux traditions en vigueur, et ceux qui deviendront les frères mineurs de l'Observance, désireux d'une application plus rigoureuse de la règle. En 1517, le pape Léon X, par la bulle Ite et vos in vineam, regroupe tous les essais de réforme sous l'appellation d'Observance, sépare les observants des conventuels, et confie la juridiction de l'Ordre au ministre général des premiers. C'est ainsi que le couvent où est entré Pierre en 1515, se trouve rattaché, en 1517, à l'Observance de la province de Santiago. Attestés dès 1480, les observants espagnols, appelés aussi déchaux, prennent, à la mort de Pierre d'Alcantara, le nom d'alcantarins, en hommage au saint qui a réussi à réconcilier, dans une même réforme (1577), les deux tendances religieuses. Ils forment ainsi l'une des subdivisions, à l'intérieur de l'Observance, du mouvement dit « de la stricte Observance »,,. À son apogée, ce mouvement compte quelque 7 000 membres, répandus en Europe, en Asie et en Amérique. De plus, au sein de la réforme catholique, il inspire assez rapidement un retour à l'austérité primitive dans certains ordres mendiants (carmes et augustins), comme dans certaines abbayes (camaldules et cisterciens).

### Dans la province de San Gabriel
Jusqu'en 1557, Pierre fait partie de la province de San Gabriel, la custodie d'Estrémadure ayant été rattachée à celle-ci durant le chapitre provincial des observants de Santiago, en 1519. Dans cette province, on le retrouve successivement gardien des couvents de Robledillo, Gata, Bradajoz, La Lapa et Plasencia. Il est ensuite appelé à de plus hautes responsabilités : Clément VII l'établit procureur de certaines maisons; il est nommé définiteur en 1535, 1544 et 1551, et provincial de 1538 à 1541, non sans avoir été pressenti pour la charge à trois autres reprises. Par deux fois, en 1540 et 1552, il est élu comme représentant au chapitre général de l'ordre. C'est à l'une de ces occasions que, retenu à  Barcelone par la maladie, il rencontre le jésuite saint François de Borgia. Dans le même temps, Pierre d'Alcantara fonde les couvents de Villanueva del Fresno (1538), Tabladilla et Valverde de Leganès (1540). Il voyage également à l'étranger : probablement à Nice pour le chapitre général de 1535, et à Rome, où il aurait été reçu par Jules III en 1554; mais c'est surtout au Portugal qu'il se plaît à séjourner, tantôt pour aider son parent Martin de Santa Maria Benarides à fonder la custodie observante de l'Arrélida (1539), tantôt pour assurer les fonctions de gardien et de maître des novices à Palhaes (de 1542 à 1544), sans compter d'autres séjours entre 1548 et 1557,.
Sa réputation de sainteté de vie s'étend très largement au point que le roi Jean III du Portugal lui demande de venir à sa cour. L'empereur Charles Quint fait de même en lui demandant d'être son confesseur personnel. Le franciscain refuse les deux offres, préférant une vie « d'austérité et de prière, pauvre et pénitente ».

### Dans la province de San José

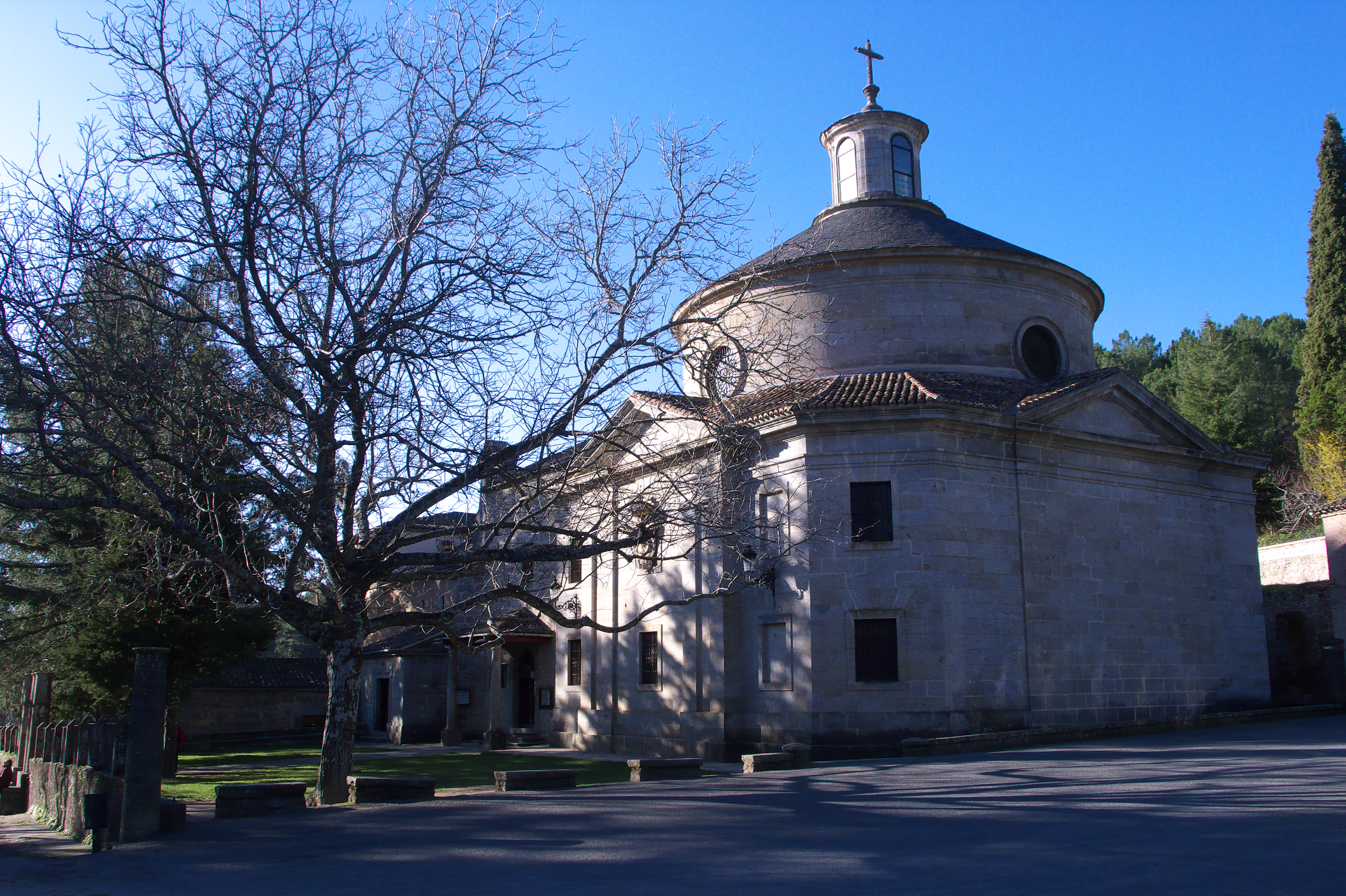
Sanctuaire où fut inhumé Pierre d'Alcantara, à Arenas de San Pedro.

À partir de 1557, Pierre relève de la custodie de San José, pour laquelle il obtient du pape Pie IV le rang de province, en 1561. Dès 1555, en effet, il demande la permission de se retirer dans la solitude, à Santa Cruz de Paniagua (Caceres), où il a fait la connaissance de Juan Pascual, fondateur de la custodie de San Simon en Galice, qui dépendait de Santiago. Deux ans plus tard, à la mort de celui-ci, il lui succède comme Commissaire général des conventuels réformés. La même année, il fonde le couvent du Pedroso de Acim (Concepción del Palancar), celui du Tiers-Ordre féminin régulier à Jerez de los Caballeros (Badajoz), en 1558, et encore ceux d'Aldea de Palo et d'Arenas, en 1561. Il assiste à son dernier chapitre général en 1559. Organisateur de la vie consacrée et animateur de la vie intérieure, il aura rénové le franciscanisme espagnol, en développant de petites communautés de huit religieux, très pauvres et très austères, qui ne consacraient pas moins de trois heures par jour à l'oraison,,.

### Fin de vie
A 80 km d'Avila, dans la région montagneuse d'Arenas, on offre au frère Pierre une petite église pour qu'il installe un couvent. Celui-ci se met tout de suite à l'ouvrage et construit plusieurs cellules pour l'accueil des frères franciscains. Ce sera sa dernière fondation. Il y vit deux années. Vers la mi-octobre 1562, son état général affaibli par la maladie et la pénitence s'aggrave. Il décède le 18 octobre 1562, en priant.

## Spiritualité

### Le témoignage de Ste Thérèse d'Avila

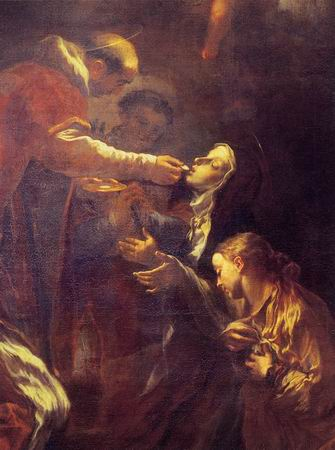
Saint Pierre d'Alcántara donnant la communion à sainte Thérèse d’Avila (par Livio Mehus).

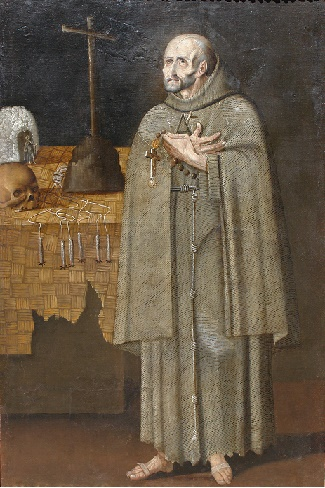
Saint Pierre d'Alcantara : pauvreté, ascèse et oraison.

Vers 1560, sainte Thérèse d'Avila fait la connaissance de Pierre d'Alcantara, à Aldea del Palo, chez doña Guiomar de Ulloa, peu après l'épisode de la transverbération. Comme elle s'en explique dans son autobiographie, cette rencontre, à l'aube de ses grands réalisations pour le Carmel, devait marquer toute son existence,,. C'est d'abord à l'expert en spiritualité qu'elle s'adresse, et celui-ci lui garantit l'authenticité de ses premières expériences mystiques, pour les avoir lui-même connues, et s'en porte garant auprès des directeurs de la sainte,,. Une autre fois, c'est l'organisateur de la vie religieuse, qui la soutient dans son projet de fonder à Avila un monastère réformé où se pratiquerait la pauvreté, la solitude et le silence, c'est-à-dire d'emprunter une orientation ascétique inspirée de celle adoptée par les franciscains déchaussés. À ce propos, Pierre d'Alcantara détermine l'évêque d'Avila, Alvaro de Mendoza, à protéger fidèlement Thérèse dans sa rupture avec les carmes chaussés. Le récit de ces contacts avec le franciscain, fournit d'ailleurs à la sainte l'occasion de brosser un portrait assez impressionnant, voire effrayant, de Pierre d'Alcantara. Sans doute s'agit-il tout à la fois de montrer la conformité du saint aux plus rudes exigences de la réforme, et de préparer sa canonisation, dont le procès s'ouvre à Arenas en 1601. C'est ainsi que Thérèse affirme avoir bénéficié de la vision posthume de son conseiller, nimbé de la gloire céleste que lui a value une vie de pénitence. Une certaine outrance de l'hagiographie baroque ne doit pas faire oublier les vertus plus accessibles de Pierre, car celui-ci est, avant tout, « calme et prudent, pauvre et généreux, disponible et obéissant, humble et magnanime, pénitent et accueillant ».

### LeTraité sur l'oraison
L'œuvre écrite de Pierre d'Alcantara baigne dans l'atmosphère platonico-augustinienne du siècle d'or de la mystique espagnole. Elle se caractérise toutefois par l'accent mis sur la pauvreté, la pénitence et la prière : il s'agit de vivre l'idéal de la descalcez, qui se présente comme une spiritualité active et missionnaire, sensiblement différente de l'orientation quiétisante prise par le mouvement concurrent de la capucha. Cette spiritualité va trouver son expression la plus accomplie dans le Tratado de oracion y meditacion, à travers lequel l'auteur cherche à atteindre, non sans hardiesse, un public pauvre en moyens et en temps, auquel il livre, non un savant traité de théologie, mais un enseignement solide et complet sur l'oraison, sous forme d'un manuel, dans lequel il condense, sur la base des instructions de son ami dominicain Louis de Grenade, l'essentiel de son expérience dans le domaine de la prière et du discernement.
L'ouvrage se compose ainsi de deux parties : d'une part, en douze chapitres, les voies purgative et illuminative sont balisées par des conseils traitant respectivement de la méditation et de l'oraison ; d'autre part, en cinq chapitres, la voie illuminative donne à Pierre d'Alcantara l'occasion de développer ses vues sur la notion de dévotion, selon une thématique reprise à Thomas d'Aquin. Dans la première partie, après avoir présenté les fruits à attendre de l'oraison, le saint propose des sujets de méditation : celui qui vient de se convertir, c'est-à-dire de revenir à Dieu, commencera par réfléchir à la situation de l'homme et aux bienfaits de Dieu dans la perspective du jugement dernier, puis il passe à la Passion, Résurrection et Ascension du Christ, distribuées en sept méditations pour chaque jour de la semaine. Il convient de souligner, en passant, que les premiers sujets correspondent aux méditations du soir chez Louis de Grenade et aux deux premières semaines des Exercices spirituels de saint Ignace de Loyola (qu'Alcantara connaît peut-être), tandis que les derniers sujets fournissent les méditations du matin chez Louis de Grenade et les troisième et quatrième semaines chez Ignace. Ensuite, l'auteur expose les six parties de l'oraison : préparation, lecture, méditation, action de grâce, offrande et demande; il s'inspire ici de Francisco de Osuna, mais aussi de Louis de Blois-Châtillon. Enfin, au terme d'une série de conseils spirituels, Pierre d'Alcantara en arrive au stade de la contemplation acquise, puisqu'à travers un exercice mêlant méditation et contemplation, il propose de pratiquer l'oraison de simplicité. Une fois la vie intérieure posée sur ces fondements, la deuxième partie montre comment l'entretenir de manière à favoriser la dévotion, dont l'auteur souligne qu'elle est à l'amour ce que la flamme est au feu.

## Notoriété et culte

### Culte

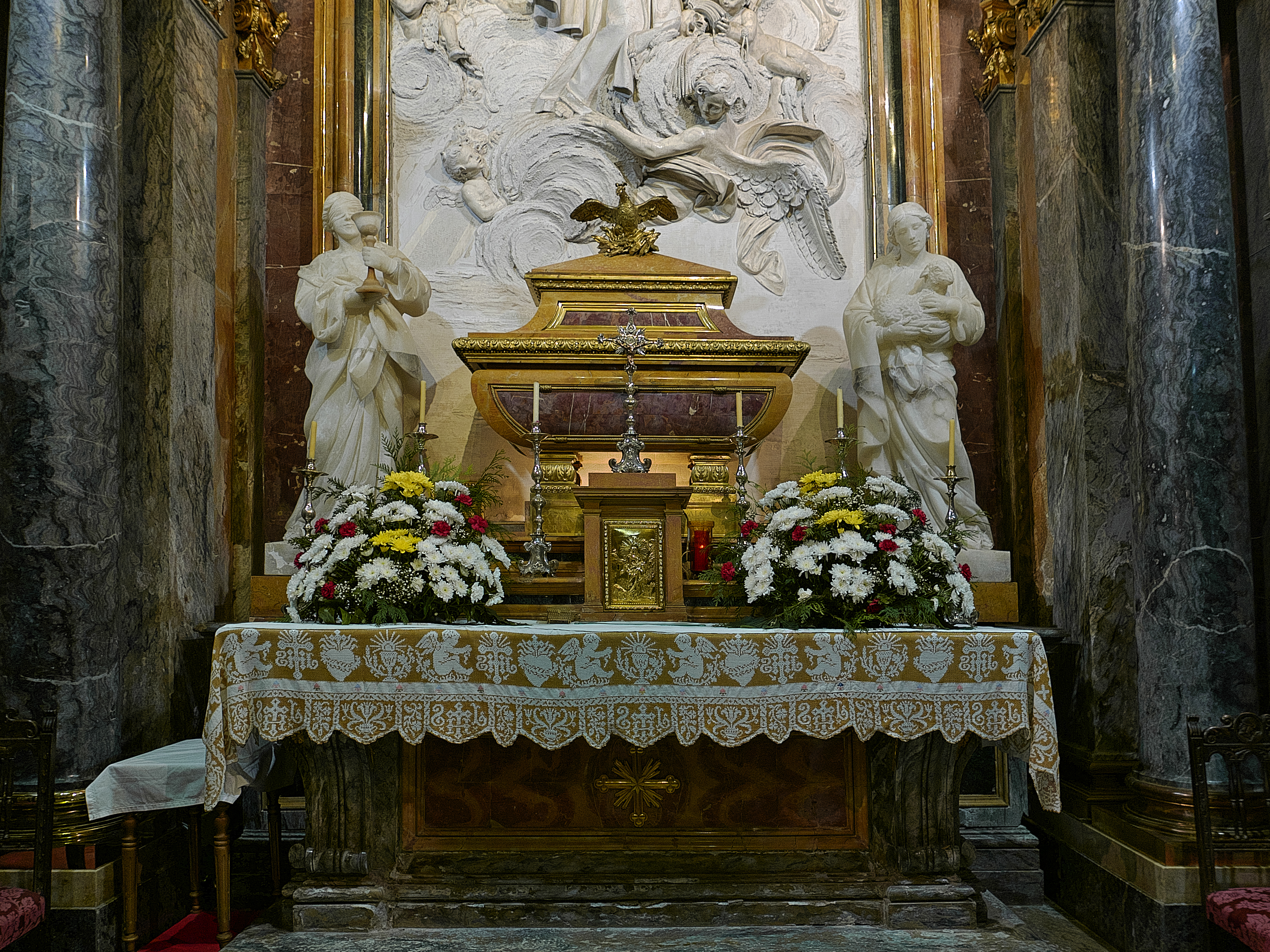
Reliquaire de Pierre d'Alcantara dans la chapelle qui lui ait dédiée, œuvre de Francisco Gutiérrez Arribas.

Dès l'annonce de sa mort, la population afflue au couvent pour lui rendre hommage. Sa sépulture devient tout de suite un lieu de pèlerinage. Le procès en béatification s'ouvre à Arenas en 1601. Il est béatifié le 18 avril 1622 par le pape Grégoire XV, puis canonisé le 4 mai 1669 par Clément IX.
Après sa canonisation, les Frères Mineurs Déchaux prennent le nom d'« Alcantarins ». 
Considéré comme Saint dans l’Église catholique, sa mémoire liturgique est célébrée le 18 octobre. 
En 1826 il est déclaré saint patron du Brésil, et en 1962, à l'occasion du quatrième centenaire de sa mort, sa région natale, l'Estrémadure l'a choisi également comme saint patron. En 1969, lors de la réforme liturgique, son culte fut limité aux calendriers internes des familles religieuses (le 18 octobre étant la fête de saint Luc évangéliste, ce dernier supplante le saint franciscain pour l’Église catholique, c'est pourquoi la famille franciscaine le célèbre le 19 octobre),.
Ses reliques sont vénérées dans un sanctuaire qui lui est consacré à Arenas de San Pedro.

### Iconographie
Vers 1725, un peintre italien Giambattista Pittoni a peint pour l'autel de l'Église Santa Maria dei Miracoli à Venise, un retable L'Apothéose de Saint Jérôme et Pierre d'Alcantara, aujourd'hui conservé à la National Gallery of Scotland à Édimbourg. L'église était dirigée alors par des religieuses franciscaines et au premier plan se trouve un frère franciscain qui peut être identifié comme Saint Pierre d'Alcantara. Il met l'accent sur le caractère spirituel de l'événement, expérimentant intérieurement la vision de saint Jérôme.
Un peu plus tard, vers 1765, toujours à Venise, Francesco Fontebasso décore la chapelle Contarini de l'Église San Francesco della Vigna de peintures représentant Pierre d'Alcantara : sur le plafond, La Gloire de San Pedro de Alcántara et, sur les murs, San Pedro de Alcántara et Thérèse d'Avila, San Pedro de Alcántara et la reine Isabelle d'Espagne, La Mort de San Pedro de Alcántara et l'Ascension de Pedro de Alcántara au ciel. 
On peut voir au Museo Nacional de Arte à La Paz une toile datant de 1702 du peintre Melchor Perez de Holguin intitulée "Extasis de San Pedro de Alcantara", où le saint est représenté en train d'être nourri par la Christ et un ange.

Pierre d'Alcantara à Venise
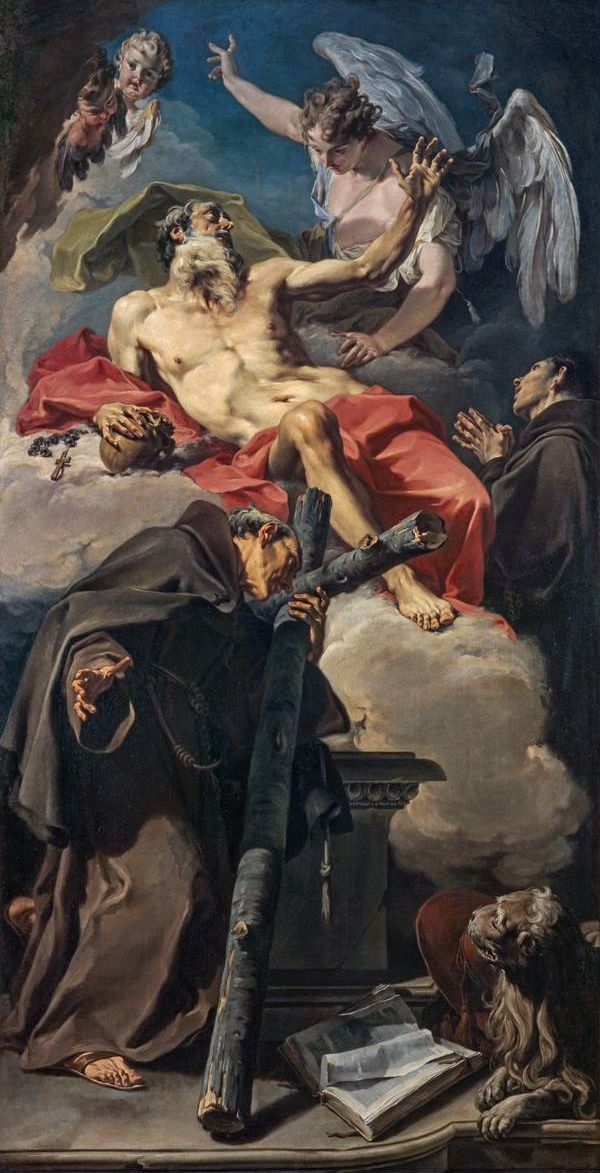
L'Apothéose de Saint Jérôme et Pierre d'Alcantara Giambattista Pittoni, 1725 National Gallery of Scotland
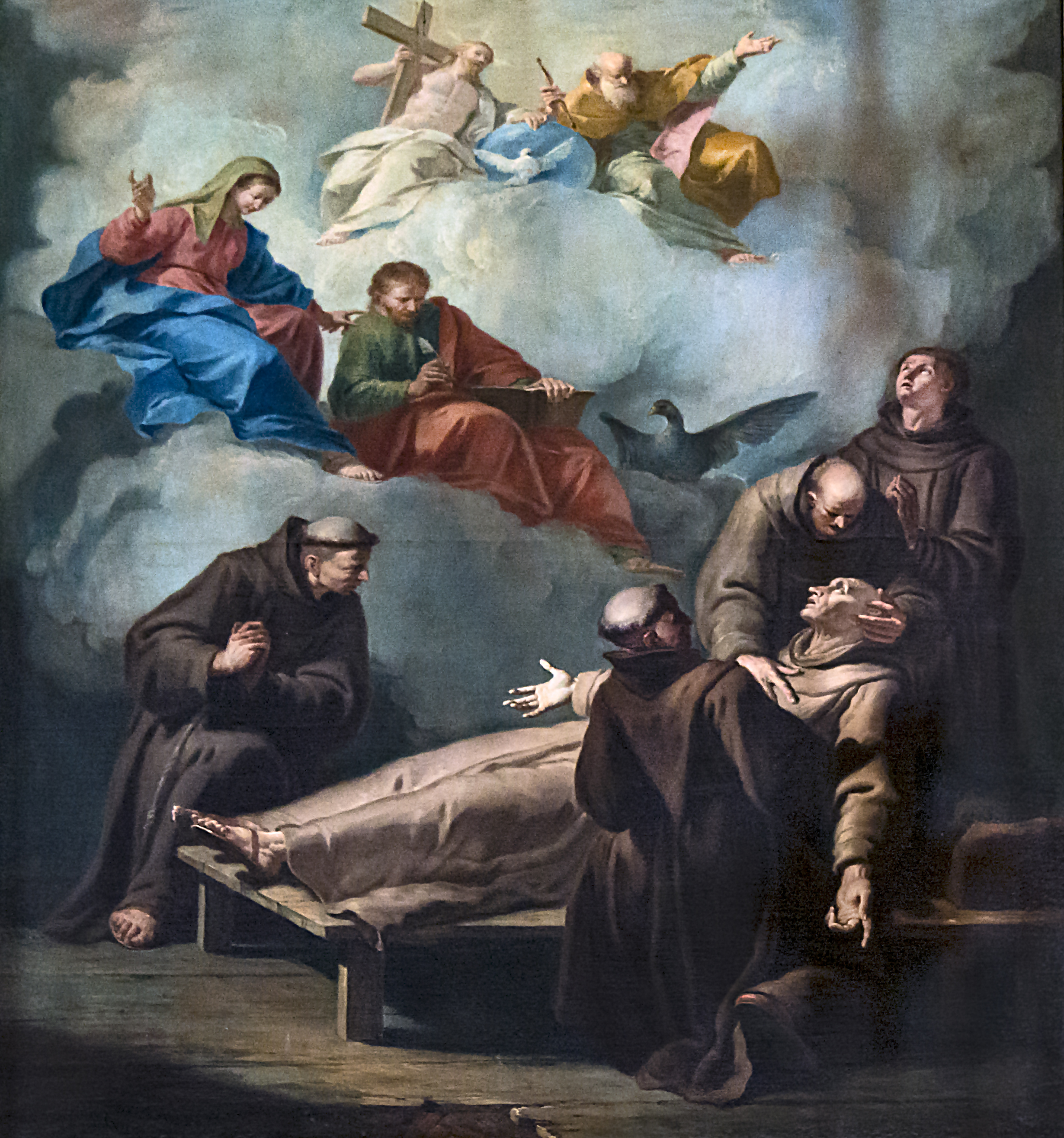
Mort de Pierre d'Alcantara Francesco Fontebasso, 1765 Église San Francesco della Vigna.
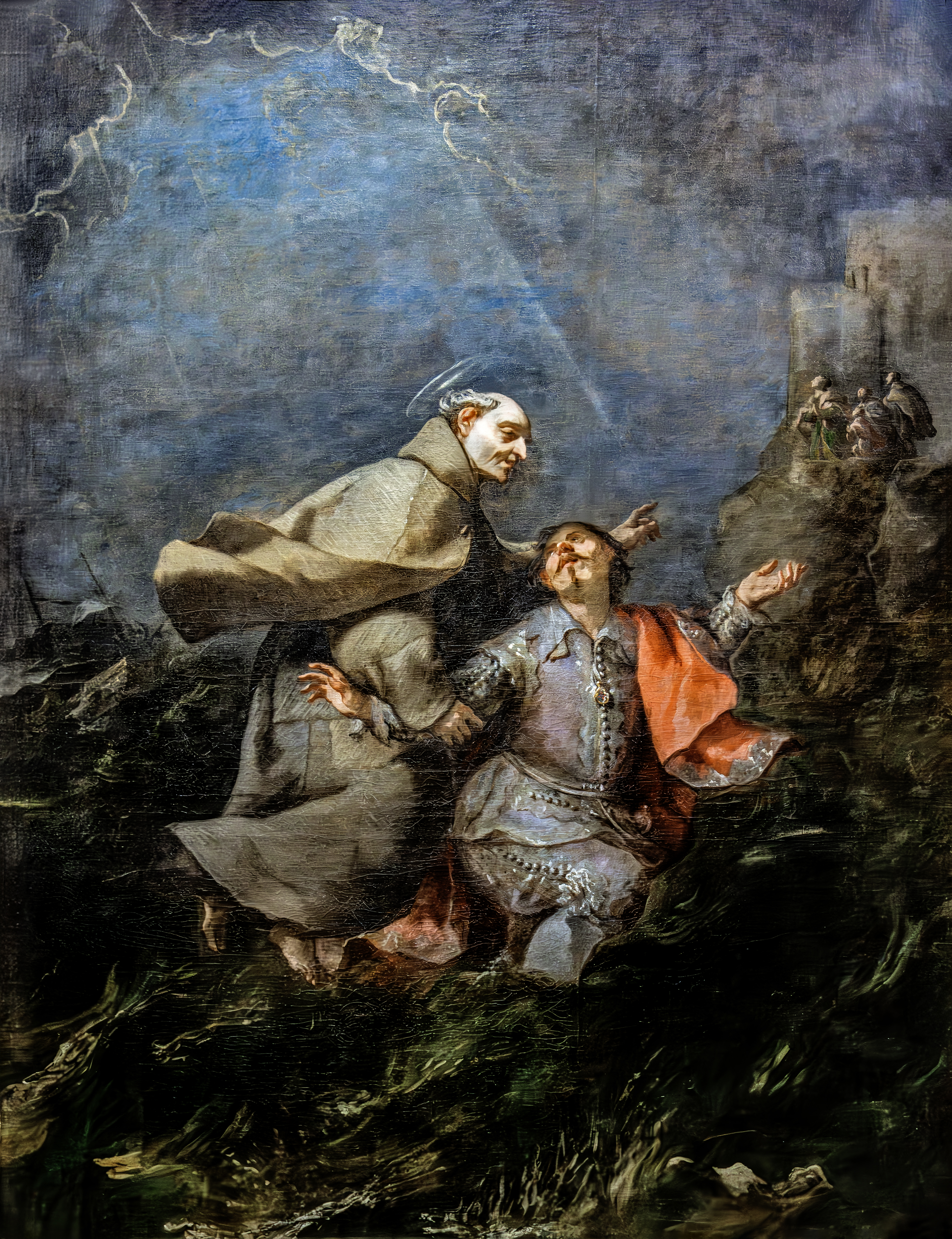
Ex-voto à saint Pierre d'Alcantara Pedro de Moya Musée Goya.
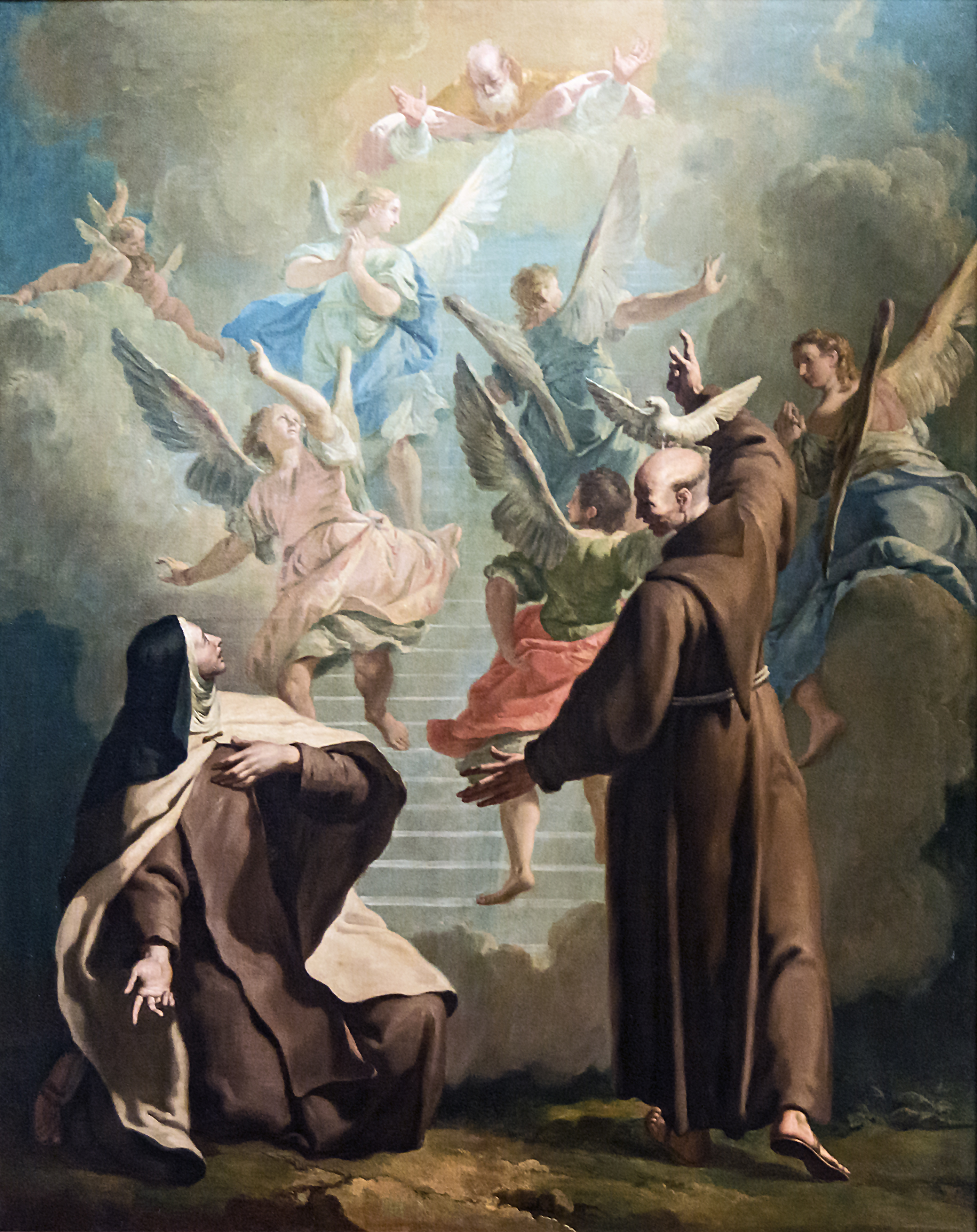
Pierre d'Alcantara montrant à Thérèse d'Avila le chemin du paradis par Francesco Fontebasso Église Saint-François-de-la-Vigne de Venise.

### Autre
Plusieurs membres de familles royales ou nobles portent comme prénom Pierre d'Alcantara, notamment :
- Prince Pierre d'Alcantara d'Orléans-Bragance ;
- Prince Pierre d'Alcantara Gaston d'Orléans-Bragance ;
- Prince Pierre d'Alcantara Charles d'Orléans-Bragance ;
- Duc Pierre d'Alcantara Théodore de Bauffremont-Courtenay.

#### Œuvres de saint Pierre d'Alcantara
- Tratado de la oracion y meditation.
- Super psalmum Miserere (1561).
- Constituciones de la province de San Gabriel (1540).
- Constituciones de la province de San José (1561-1562).
- 12 Lettres.

#### Études sur saint Pierre d'Alcantara
- M. Acebal Lujan, « Pierre d'Alcantara (saint) », dans Dictionnaire de spiritualité ascétique et mystique, Paris, Beauchesne, 1985, p.1489-149, fascicules LXXX-LXXXI-LXXXII.
- O. Englebert, « Saint Pierre d'Alcantara », dans La fleur des saints, Paris, Albin Michel, 1984, p.339-340.